# Lijst van burgemeesters van Ichtegem (vanaf 1977)
Hieronder volgt de lijst van burgemeesters van Ichtegem.
Op 1 januari 1977 fuseerden de voormalige gemeenten Bekegem, Eernegem en Ichtegem tot een nieuwe gemeente Ichtegem. Bij deze fusie werd het grootste stuk van de parochie Wijnendale naar de gemeente Torhout overgeheveld.
- 1977 - 1983 : Prosper Dupon
- 1983 - 1998 : Gilbert Debreuck
- 1998 - 2018 : Karl Bonny
- 2019 - 2021 : Jan Bekaert
- 2022 - 2024 : Lieven Cobbaert (volgens coalitieakkoord)